# Élection présidentielle américaine de 1996
L'élection présidentielle américaine de 1996 est la 53e élection au suffrage universel indirect du président des États-Unis.
Bill Clinton, éligible pour un second mandat, fut confortablement réélu contre le sénateur du Kansas Bob Dole et face à l'homme d'affaires Ross Perot, dans un contexte de forte croissance économique pour les États-Unis.
Pour la première fois depuis 1924, le taux de participation fut inférieur à 50 % des électeurs inscrits, marquant la désaffection des électeurs pour la classe politique américaine.

## Participation
L'élection de 1996 marque un point bas dans la participation à la présidentielle, avec seulement 49% et celle de 2020 un point haut, avec 67%.
| Election | Population en âge de voter (en milliers) | Participation (en milliers) | Participation (%)      |
| -------- | ---------------------------------------- | --------------------------- | ---------------------- |
| 1956     | 104 515                                  | 62 027                      | 59,3                   |
| 1960     | 109 672                                  | 68 836                      | 62,8                   |
| 1964     | 114 090                                  | 70 098                      | 61,4                   |
| 1968     | 120 285                                  | 73 027                      | 60,7                   |
| 1972     | 140 777                                  | 77 625                      | 55,1                   |
| 1976     | 152 308                                  | 81 603                      | 53,6                   |
| 1980     | 163 945                                  | 86 497                      | 52,8                   |
| 1984     | 173 995                                  | 92 655                      | 53,3                   |
| 1988     | 181 956                                  | 91 587                      | 50,2[réf. nécessaire]  |
| 1992     | 189 044                                  | 104 427                     | 55,2[réf. nécessaire]  |
| 1996     | 196 498                                  | 96 278                      | 49,0                   |
| 2000     | 205 815                                  | 105 405                     | 51,2[réf. nécessaire]  |
| 2004     | 215 694                                  | 122 295                     | 56,75[réf. nécessaire] |
| 2008     | 229 945                                  | 131 314                     | 58,2                   |
| 2012     | 235 248                                  | 129 085                     | 54,9                   |
| 2016     | 251 107                                  | 136 669                     | 55,7                   |
| 2020     | 252 274                                  | 158 200                     | 66,77%                 |

## Conditions d'éligibilité
Ne peuvent se présenter, selon l'article II section première de la Constitution, que les citoyens américains:
- Américains de naissance ;
- âgés d'au moins 35 ans ;
- ayant résidé aux États-Unis depuis au moins 14 ans.

Depuis l'adoption du XXIIe amendement en 1947 par le Congrès et sa ratification en 1951, les anciens présidents qui ont déjà été élus deux fois ne sont plus éligibles.

## Contexte

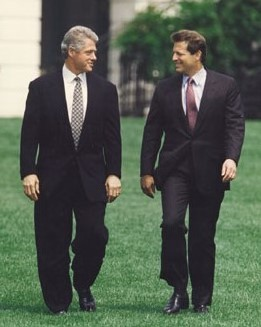
Bill Clinton et Al Gore le 10 août 1993.

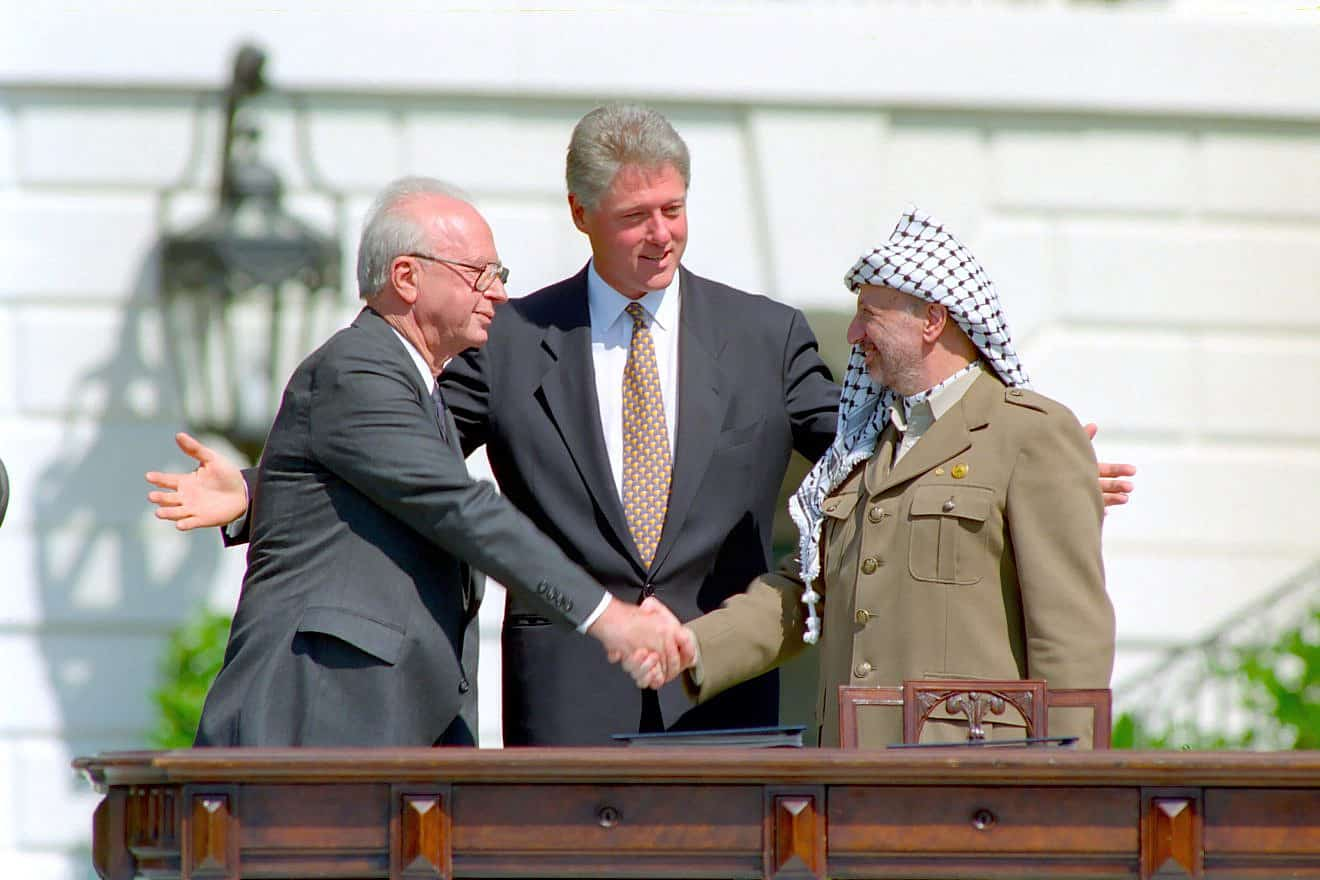
Bill Clinton, Yitzhak Rabin et Yasser Arafat le 13 septembre 1993 lors de la signature des accords d'Oslo.

Cette élection s'est déroulée dans un contexte relativement calme, avec peu de menaces extérieures hormis l'Irak. La croissance économique américaine a fortement progressé durant la présidence de Bill Clinton, après une période de stagnation au début des années 1990.
Le 20 janvier 1993, Bill Clinton est investi comme 42e président des États-Unis sur les marches du Capitole. Son arrivée au pouvoir marque la prise en main des Nouveaux démocrates au sein du parti. Parmi les nominations de son administration, le secrétaire d'État Warren Christopher et le secrétaire au Trésor Lloyd Bentsen comptent parmi les figures importantes, les deux ayant travaillé avec John Fitzgerald Kennedy, Lyndon B. Johnson et Jimmy Carter. Bill Clinton composa son cabinet d'une équipe restreinte, et accorda encore plus de responsabilités à son vice-président Al Gore. Moins d'un mois après sa prise de fonction, il signe le Family and Medical Leave Act of 1993 qui permet de faciliter les absences des salariés pour des raisons médicales ou familiales.
Il a nettement baissé les impôts pour les classes moyennes, et augmenté les impôts des contribuables les plus aisés financièrement. Plusieurs lois importantes furent adoptées, notamment pour faciliter les absences des salariés pour des raisons familiales ou pour permettre aux personnes homosexuelles de s'engager dans l'armée. La proposition de loi d'assurance maladie et de sécurité sociale fut en partie bloquée par le Congrès pourtant aux mains des démocrates. En conséquence, celui-ci a basculé lors des élections de mi-mandat de 1994 aux mains du Parti républicain. C'était la première fois depuis 1953 que le Congrès était entièrement sous contrôle du Parti républicain.
Bill Clinton dut utiliser son droit de veto plusieurs fois pour contraindre le Congrès à agir selon ces vues, et le pays fut confronté à plusieurs shutdowns notamment un de 21 jours entre le 16 décembre 1995 et le 6 janvier 1996 où le président de la Chambre des représentants Newt Gingrich dût céder face à Bill Clinton.
Le 13 avril 1993, l'ancien président George H. W. Bush fut victime d'une tentative d'assassinat alors qu'il participait à une conférence au Koweït. La plupart des observateurs et des membres du Congrès ont supposé que l'Irak était à l'origine de cet attentat, 17 personnes ayant été interpellées après l'attaque, qui fit l'objet d'une commission d'enquête. Par ailleurs, le Congrès a immédiatement demandé à Bill Clinton d'y répondre, ce qui aboutira à des frappes militaires le 27 juin 1993,,.
Au début de l'année 1993, Israël et l'OLP engagèrent des pourparlers secrets pour tenter de résoudre le conflit israélo-palestinien. Après un long processus d'ouverture, Israël et l'OLP se reconnurent l'un comme l'autre comme autorité légitime, et l'OLP le « représentant du peuple palestinien ». Basés en grande partie sur les accords de Camp David de 1978, les accords d'Oslo sont signés à Washington D.C. le 13 septembre 1993, Bill Clinton jouant un grand rôle dans l'aboutissement de ces accords.
Le 7 octobre 1993, Bill Clinton annonça le début d'une nouvelle mission en Somalie du fait de la situation chaotique dans le pays.

## Primaires

### Parti démocrate
Bill Clinton était éligible pour un second mandat, et personne au sein du parti ne semblait capable de le concurrencer durant les primaires. Les anciens gouverneurs Jerry Brown et Robert P. Casey (raisons de santé) n'ont pas présenté leur candidature pour les primaires, tout comme les sénateurs Joe Biden ou Bill Bradley.
Le ticket Clinton/Gore fut reconduit le 29 juillet 1996 lors de la convention du parti démocrate à Chicago.

#### Candidats désignés
| Ticket du Parti démocrate de 1996    |                                           |
| Bill Clinton                         | Al Gore                                   |
| Président                            | Vice-président                            |
| Portrait officiel de Bill Clinton.   | Portrait officiel d'Al Gore               |
| 42e Président des États-Unis (1993-) | 45e Vice-président des États-Unis (1993-) |
| Logo de la campagne Clinton Gore     |                                           |

Résultats des primaires
- Bill Clinton : 9 706 802 voix (88,98 %)
- Lyndon LaRouche : 596 422 voix (5,47 %)
- Unpledged Electors : 411 270 voix (3,77 %)

#### Autres candidats
- Lyndon LaRouche, activiste (Virginie)
- James D. Griffin, ancien maire de Buffalo (New York)

#### Candidatures non abouties
- Robert P. Casey, ancien gouverneur de Pennsylvanie

### Parti républicain
La campagne du parti fut assez compliquée pour le favori Bob Dole. Le sénateur pour le Kansas, qui avait reçu le soutien de l'ancien président George H. W. Bush et de son fils George W. Bush ainsi que de l'ancien sénateur Barry Goldwater et du sénateur Alfonse D'Amato et même de l'ancien gouverneur de l'Alabama George Wallace, fut confronté à la candidature de Pat Buchanan, ancien conseiller de Ronald Reagan ainsi que de Richard Nixon et Gerald Ford.
La victoire de Buchanan lors des primaires en Alaska et dans le New Hampshire ont été la première surprise des primaires républicaines. Il remportera deux autres États (Louisiane, Missouri) tout comme Steve Forbes (Delaware, Arizona) qui fut également un autre candidat surprise de ces primaires, renonçant définitivement après le Super Tuesday.
Bob Dole dut alors mener campagne jusqu'au bout des primaires avant d'être investi le 15 août 1996 lors de la convention de parti républicain à San Diego.

Résultats des primaires du parti. En, les États remportés par Bob Dole. En, les États remportés par Pat Buchanan. En, les États reportés par Steve Forbes. En, les États et territoires où il n'y a pas eu de primaire.

#### Candidats désignés
| Ticket républicain de 1996     |                                                               |
| Bob Dole                       | Jack Kemp                                                     |
| Président                      | Vice-président                                                |
| Bob Dole                       | Jack Kemp                                                     |
| Sénateur du Kansas (1969-1996) | Secrétaire au Logement et au Développement urbain (1989-1993) |
| Logo de la campagne Dole Kemp  |                                                               |

#### Autres candidats
En course à la convention républicaine
- Pat Buchanan, ancien conseiller de Richard Nixon, Gerald Ford et Ronald Reagan (Virginie)

Abandon durant les primaires
- Lamar Alexander, ancien gouverneur du Tennessee et ancien secrétaire à l'Éducation
- Bob Dornan, représentant de Californie
- Steve Forbes, PDG de Forbes (New York)
- Phil Gramm, sénateur pour le Texas
- Alan Keyes, diplomate (Maryland)
- Richard Lugar, sénateur pour l'Indiana

Abandon avant le caucus de l'Iowa
- Arlen Specter, sénateur pour la Pennsylvanie
- Pete Wilson, gouverneur de Californie
- Arthur Fletcher, président du Commission on Civil Rights (Washington, D.C.)

#### Non intéressés
- George H. W. Bush, ancien président des États-Unis (Texas)
- George W. Bush, gouverneur du Texas
- Howard Baker, ancien sénateur pour Tennessee
- James Baker, ancien secrétaire d'État (Texas)
- William John Bennett, ancien secrétaire à l'Éducation (New York)
- Carroll Campbell, ancien gouverneur de Caroline du Sud
- Dick Cheney, ancien secrétaire à la Défense (Wyoming)
- Pierre du Pont IV, ancien gouverneur du Delaware
- John Engler, gouverneur du Michigan
- Newt Gingrich, représentant de Géorgie et président de la Chambre des représentants
- Thomas Kean, ancien gouverneur du New Jersey
- Lynn Morley Martin, ancienne représentante de l'Illinois et ancienne secrétaire au Travail
- John McCain, sénateur pour l'Arizona
- Oliver North (Virginie)
- Colin Powell, ancien chef d'État-major des armées (New York)
- Donald Rumsfeld, ancien secrétaire à la Défense (Illinois)
- Dan Quayle, ancien vice-président des États-Unis (Indiana)
- Tommy Thompson, gouverneur du Wisconsin
- William Weld, gouverneur du Massachusetts
- Christine Todd Whitman, gouverneur du New Jersey

### Parti de la réforme

Résultats des primaires du parti. En, les États remportés par Ross Perot. En, les États remportés par Richard Lamm.

#### Candidats désignés

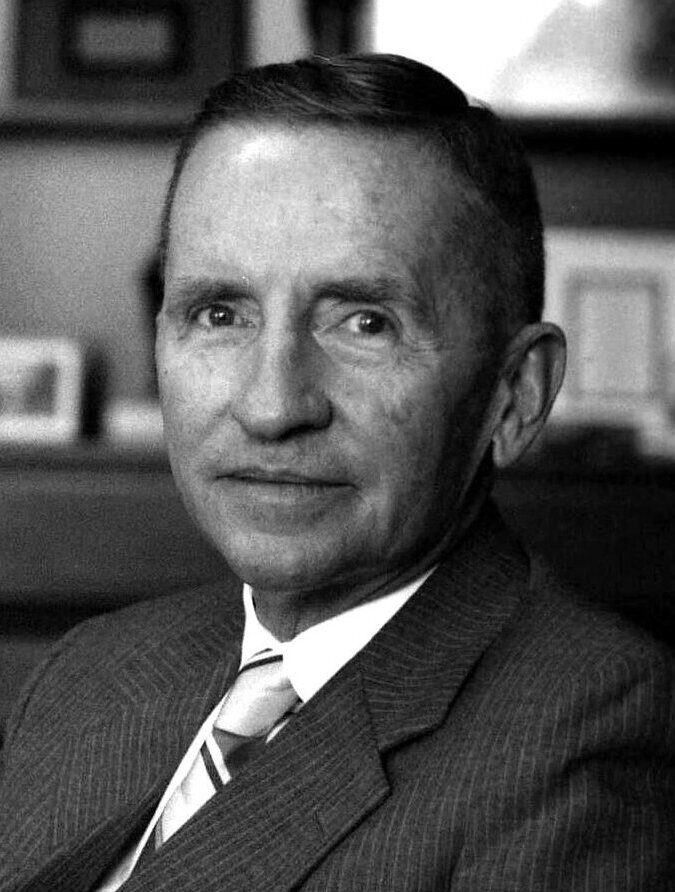
Ross Perot, homme d'affaires (Texas)
Pat Choate, économiste

#### Autres candidats
- Richard Lamm, ancien gouverneur du Colorado

#### Non intéressés
- David Boren, ancien sénateur pour l'Oklahoma
- Angus King, gouverneur du Maine
- Tim Penny, ancien représentant du Minnesota
- Lowell Weicker, ancien gouverneur du Connecticut

### Autres partis
L'avocat Ralph Nader fut désigné candidat du Parti vert tandis qu'Howard Phillips fut désigné candidat du US Taxpayers Party.

## Campagne
Bob Dole fut le candidat le plus âge à être désigné candidat à la présidence, battant le record de Ronald Reagan en 1984.

## Résultats
- Clinton >90 %
- Clinton : 80-90 %
- Clinton : 70-80 %
- Clinton : 60-70 %
- Clinton : 50-60 %
- Clinton : 40-50 %
- Clinton : <40 %
- Dole : <40%
- Dole : 40-50 %
- Dole : 50-60 %
- Dole : 60-70 %
- Dole : 70-80 %
- Dole : 80-90 %
- Dole : >90 %

|                          |                           |                          | Premier tour Vote populaire | Premier tour Vote populaire | Second tour Collège électoral | Second tour Collège électoral |
| ------------------------ | ------------------------- | ------------------------ | --------------------------- | --------------------------- | ----------------------------- | ----------------------------- |
| Inscrits                 | Inscrits                  | Inscrits                 | 196 498 000                 |                             | 538                           |                               |
| Abstentions              | Abstentions               | Abstentions              | 100 220 366                 | 51 %                        | 0                             | 0 %                           |
| Votants                  | Votants                   | Votants                  | 96 277 634                  | 49 %                        | 538                           | 100 %                         |
|                          |                           |                          |                             |                             |                               |                               |
| Bulletins enregistrés    | Bulletins enregistrés     | Bulletins enregistrés    | 96 277 634                  |                             | 538                           |                               |
| Bulletins blancs ou nuls | Bulletins blancs ou nuls  | Bulletins blancs ou nuls | 0                           | 0 %                         | 0                             | 0 %                           |
| Suffrages exprimés       | Suffrages exprimés        | Suffrages exprimés       | 96 277 634                  | 100 %                       | 538                           | 100 %                         |
|                          |                           |                          |                             |                             |                               |                               |
|                          | Candidat                  | Parti                    | Suffrages                   | Pourcentage                 | Suffrages                     | Pourcentage                   |
|                          | Bill Clinton/Al Gore      | Parti démocrate          | 47 402 357                  | 49,24 %                     | 379                           | 70,45 %                       |
|                          | Bob Dole/Jack Kemp        | Parti républicain        | 39 198 755                  | 40,71 %                     | 159                           | 29,55 %                       |
|                          | Ross Perot/Pat Choate     | Parti de la réforme      | 8 085 402                   | 8,4 %                       |                               |                               |
|                          | Ralph Nader/Winona LaDuke | Parti vert               | 685 128                     | 0,71 %                      |                               |                               |
|                          | Harry Browne/Jo Jorgensen | Parti libertarien        | 485 798                     | 0,5 %                       |                               |                               |
|                          | Autres candidats          | -                        | 420 194                     | 0,44 %                      |                               |                               |

Résultats électoraux par comté.

Bill Clinton remporta l'élection avec plus de 8 millions de voix d'avance sur son adversaire républicain. Au niveau du collège électoral, il remporta 379 voix de grands électeurs (+ 9 par rapport à 1992) contre 159 au ticket républicain (- 9). En matière d'États, Bob Dole parvint à récupérer ceux du Colorado, du Montana et de Géorgie (perdus par Bush en 1992) mais à perdre ceux de Floride et de l'Arizona, compensant ainsi ses gains par une perte négative de grands électeurs. Ce fut d'ailleurs la première année qu'un démocrate remportait l'État de l'Arizona depuis la victoire d'Harry S. Truman lors de l'élection présidentielle américaine de 1948.
L'élection confirma l'ancrage récent des démocrates dans les anciens bastions du républicanisme modéré qu'étaient la Californie, le Vermont, le Maine, l'Illinois, le New Jersey, la Pennsylvanie ou encore le Connecticut ainsi qu'au Michigan et dans le Delaware. Ce fut également la première fois que le conservateur New Hampshire optait deux fois de suite pour un candidat démocrate à une élection présidentielle. Ces bons résultats ne masquaient pas la faiblesse et le déclin des démocrates dans leurs anciens bastions des États du Sud qu'ils avaient dominés de 1880 à 1964 et où, cette année, ils ne remportaient que 4 des 11 États. La carte électorale de l'année 1996 confirma ainsi la nouvelle géographie politique du pays, ébauché lors des élections de 1992.
En obtenant 8 % des suffrages, Ross Perot obtenait un score deux fois moins important qu'en 1992. Cristallisant sur son nom le vote conservateur en Arizona, il aidait indirectement l'État à basculer vers les démocrates. Ross Perot est le dernier candidat d'un parti tiers à obtenir, jusqu'en 2016, plus de 3 % des suffrages populaires.
L'élection présidentielle de 1996 est la première où le vainqueur n'obtint pas la majorité du vote masculin.
Ce fut la dernière élection à ce jour qu'un démocrate remporta les États d'Arkansas, du Tennessee, de Louisiane, du Kentucky, de Virginie-Occidentale et du Missouri.